# Anales de los cuatro maestros

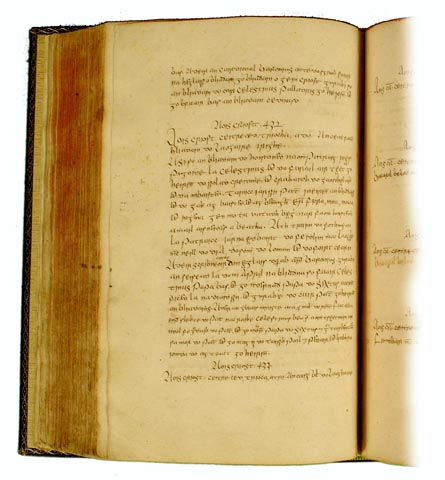
Entrada de los anales para el año 432 d. C.

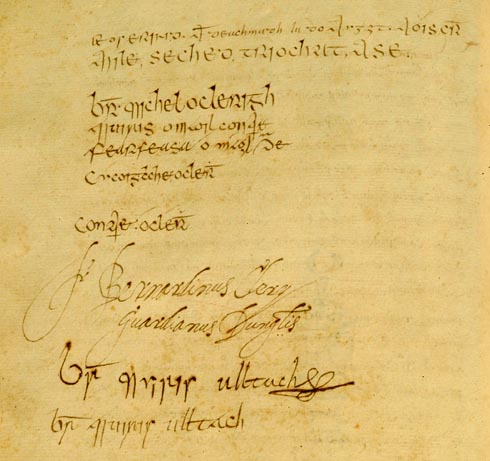
Página de firmas de los anales

Anales de los cuatro maestros (en irlandés, Annala Rioghachta Éireann) o Anales del reino de Irlanda por los cuatro maestros es una crónica de la historia de Irlanda. Las entradas abarcan las fechas entre el diluvio en 2242 a. C. y 1616 d. C., aunque se cree que los primeros registros se refieren a fechas de alrededor de 550 a. C.
Consisten en una recopilación de anales anteriores, aunque hay algunos trabajos originales. Se recopilaron entre 1632 y 1636 en el monasterio franciscano del condado de Donegal. Las entradas del siglo XII y anteriores provienen de anales monásticos anteriores. Las entradas posteriores proceden de registros de la aristocracia (tales como los Anales de Ulster), y las entradas del siglo XVII están basadas en recolecciones y observaciones personales.
El principal autor de los anales era Mícheál Ó Cléirigh, asistido por Peregrine O'Clery, Fergus O'Mulconry y Peregrine O'Duignan entre otros. Aunque solo uno de los autores era franciscano, Mícheál Ó Cléirigh, llegaron a ser conocidos como «Los cuatro hermanos» u originalmente en irlandés Na Ceithre Máistrí. La versión anglificada fue «Los cuatro maestros», nombre que llegó a aplicarse a los mismos anales. El patrón del proyecto era Fearghal Ó Gadhra, un lord del Condado de Sligo.
Se escribieron en irlandés y existen varias copias de los manuscritos en el Trinity College, en la Real Academia de Irlanda y en la University College Dublin. La primera traducción sustancial (que abarca solamente las entradas desde  1171 d. C.) la publicó Owen Connellan en 1846. La traducción de Connellan, por lo tanto, incluía los anales completos desde el siglo XI hasta el siglo XVII, y fue la única versión que contenía frontispicio de cuatro colores y que además incluía un gran mapa doblado que mostraba la localización de las familias en la isla. Se mantuvo casi olvidada durante 150 años, pero finalmente fue salvada y vuelta a publicar a principios del siglo XXI. A la traducción de Connellan le siguió varios años más tarde una traducción completa de los anales hecha por el historiador John O'Donovan. 
Los anales son una de las fuentes principales en irlandés de la historia de Irlanda hasta 1616. Mientras que muchos de los primeros capítulos son esencialmente una lista de nombres y fechas, los últimos tratan de eventos a los cuales los autores tuvieron acceso de primera mano y son mucho más detallados.
Su fiabilidad y utilidad como fuente histórica ha sido cuestionada en diversas ocasiones dado que se limita a los datos de nacimientos, defunciones y actividades de nobles irlandeses, y a menudo ignoran tramas o eventos sociales más amplios. Además, como los analistas provenían de la tradición bárdica, cuyos patrones eran miembros de las clases superiores irlandesas, eran poco dados a la autocrítica.
Por otra parte, los anales, como parte de una de las pocas fuentes en prosa en irlandés de este período, también proveen una valiosa visión interior de acontecimientos tales como las sublevaciones de Desmond y la guerra de los Nueve Años desde una perspectiva nativa irlandesa.